# La vita come viene (film)
La vita come viene è un film del 2003 diretto da Stefano Incerti.

## Trama
Nel corso di un weekend in una periferia del nord Italia, si intrecciano sei storie di vita quotidiana, tra amori, passioni e drammi, alla ricerca della felicità.

## Distribuzione
Il film è stato in concorso all'Annecy Cinéma Italien nella sezione Prix Sergio Leone. È uscito nelle sale cinematografiche il 9 maggio 2003 distribuito da Medusa.